# Gilberto Simoni
Gilberto Simoni (født 25. august 1971 i Palù di Giovo, Trento) er en italiensk professionel cykelrytter. Han er dobbelt vinder af Giro d'Italia-cykelløbet i hhv. 2001 og 2003. Han har flere gange forsøgt at køre efter sejren i Tour de France, men det er aldrig lykkedes ham at komme i top 10. Han vandt dog en etape i 2004.